# Ephesia aenigma
Ephesia aenigma är en fjärilsart som beskrevs av Leo Andrejewitsch Sheljuzhko 1944. Ephesia aenigma ingår i släktet Ephesia och familjen nattflyn. Inga underarter finns listade i Catalogue of Life.